# Горж (Атлантическая Луара)
Горж (фр. Gorges) — коммуна на западе Франции, находится в регионе Пеи-де-ла-Луар, департамент Атлантическая Луара, округ Нант, кантон Клисон. Расположена в 25 км к юго-востоку от Нанта, в 7 км от национальной автомагистрали A249 и в 12 км от национальной автомагистрали А83, на берегах реки Севр-Нантез. В центре коммуны находится железнодорожная станция Горж линии Нант-Сент.
Население (2017) — 4 658  человек.

## История
Территория коммуны Горж заселена с каменного века, обнаружены свидетельства наличия здесь поселений галлов и галло-римлян. В средние века здесь был построен первый феодальный замок.
В XIII веке в Горжа обосновались тамплиеры, построившие здесь свой храм.  
Во время Французской революции жители Горжа приняли участие в Вандейском мятеже.
В 1866 году в Горж пришла железная дорога, но построенная на территории коммуны станция железнодорожной линии Нант-Сент получила название Клисон. Жители Клисона захотели, чтобы станция была на их территории, что вызвало протест у горжцев. Соперничество между двумя муниципалитетами было столь ожесточенным, что его пришлось разрешать префекту. В 1932 году была объявлена аннексия железнодорожного вокзала и прилегающей территории в пользу Клисона, который выплатил Горжу финансовую компенсацию. При этом Горжу было разрешено построить собственную станцию, которая была возведена в южной части поселка. В декабре 2014 года она была демонтирована и заменена нынешней железнодорожной станцией, расположенной в центре Горжа.

## Достопримечательности
- Церковь Святого Мартена 1860-1871 годов
- Шато Уазлиньер начала XIX века
- Особняк Батардьер XVI века, реконструированный в XX веке
- Старинная прядильная фабрика

## Экономика
Структура занятости населения:
- сельское хозяйство — 6,9 %
- промышленность — 9,5 %
- строительство — 11,8 %
- торговля, транспорт и сфера услуг — 27,0 %
- государственные и муниципальные службы — 44,8 %

Уровень безработицы (2016 год) — 7,7 % (Франция в целом — 14,1 %, департамент Атлантическая Луара — 11,9 %). 

Среднегодовой доход на 1 человека, евро (2016 год) — 21 992 (Франция в целом — 20 809, департамент Атлантическая Луара — 21 548).

## Демография
Динамика численности населения, чел.

## Администрация
Пост мэра Горжа с 2020 года занимает Дидье Мейер (Didier Meyer). На муниципальных выборах 2020 года возглавляемый им центристский блок одержал победу во 1-м туре, получив 71,61 % голосов.
| Период | Период | Фамилия                   | Партия                                                   | Примечания                                                                             |
| ------ | ------ | ------------------------- | -------------------------------------------------------- | -------------------------------------------------------------------------------------- |
| 1953   | 1994   | Жозеф-Анри Можуан дю Гасе | Независимые республиканцы Союз за французскую демократию | винодел, депутат Национального собрания Франции, член Генерального совета департамента |
| 1994   | 2008   | Жильбер Сорен             |                                                          | учитель                                                                                |
| 2008   | 2020   | Клод Себрон               | Разные правые                                            | инженер                                                                                |
| 2020   |        | Дидье Мейер               |                                                          | бывший заместитель руководителя Палаты сельского хозяйства                             |

## Города-побратимы
- Алатри, Италия

## Галерея

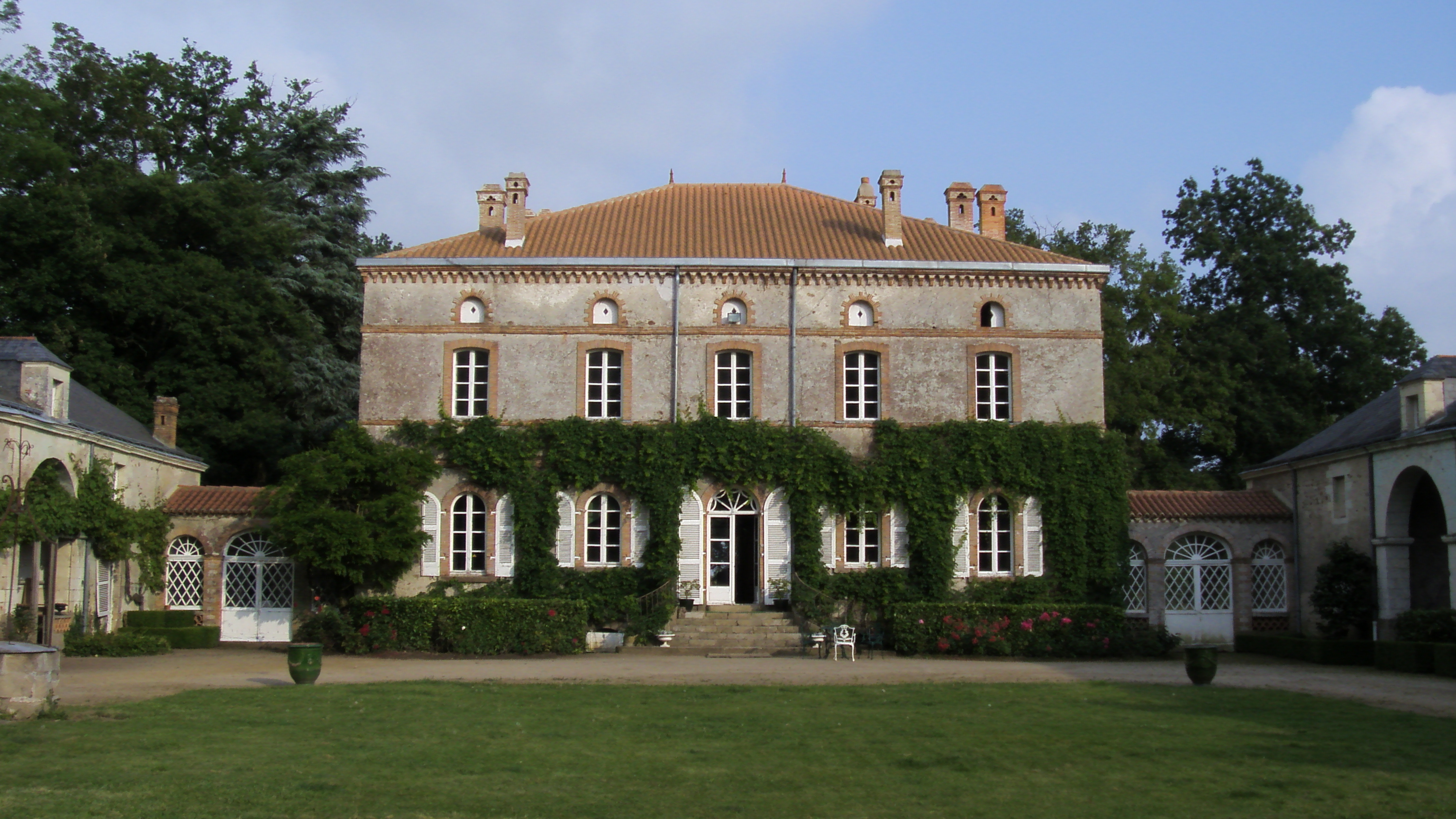
Шато Уазлиньер
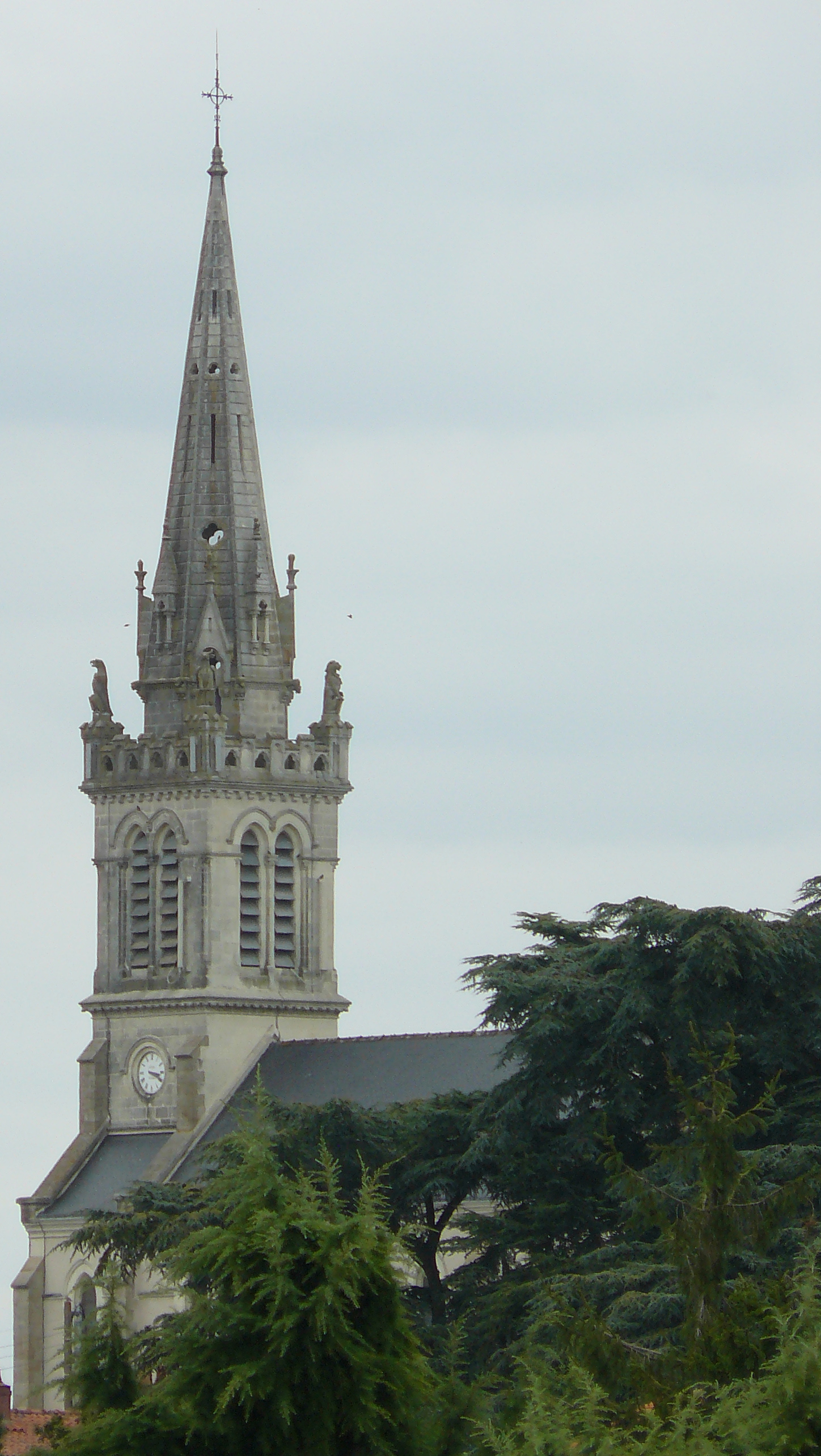
Колокольня церкви Святого Мартена
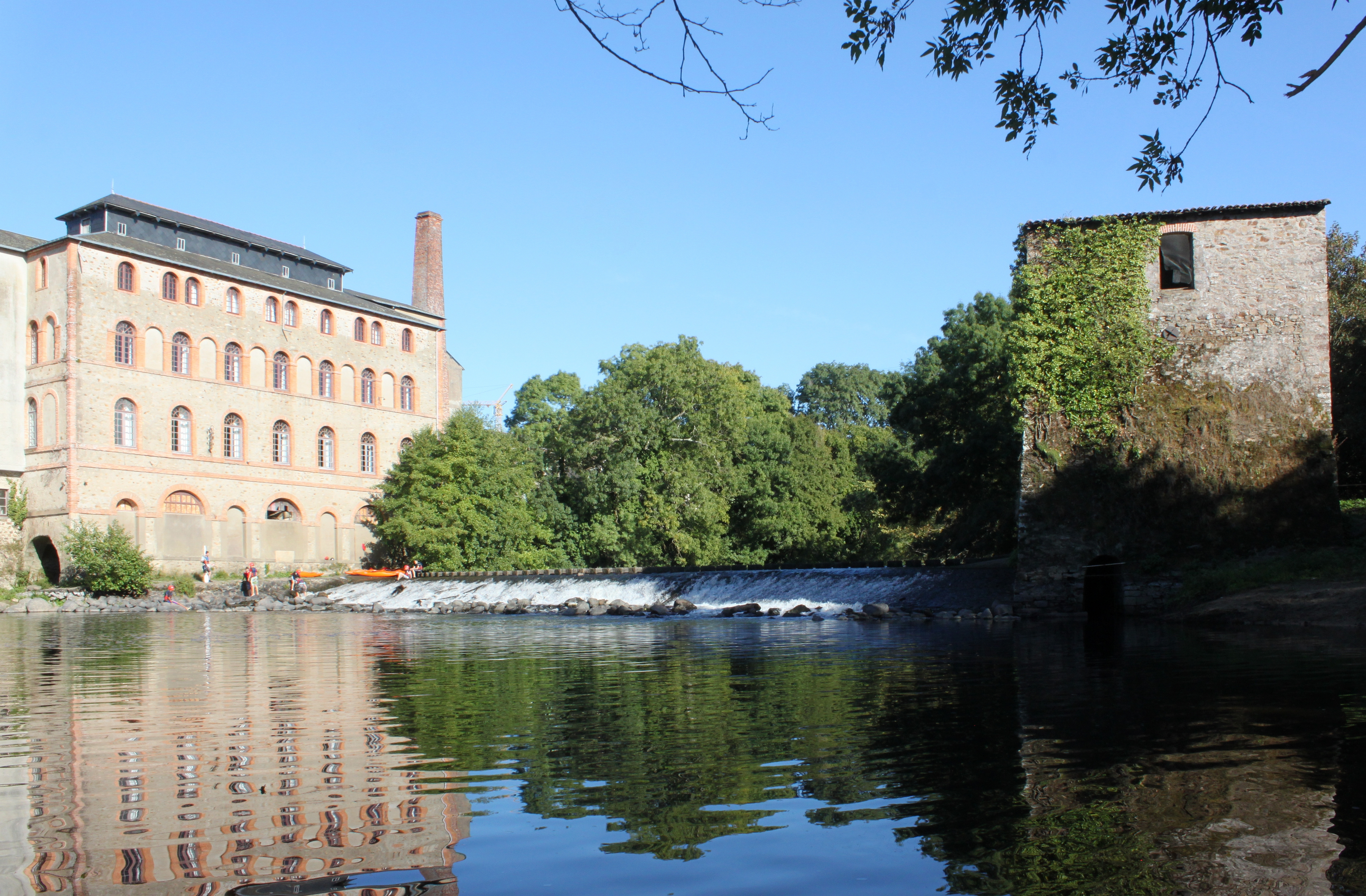
Старинные прядильная фабрика и мельница у дамбы